# ヴェルナー・オステンドルフ

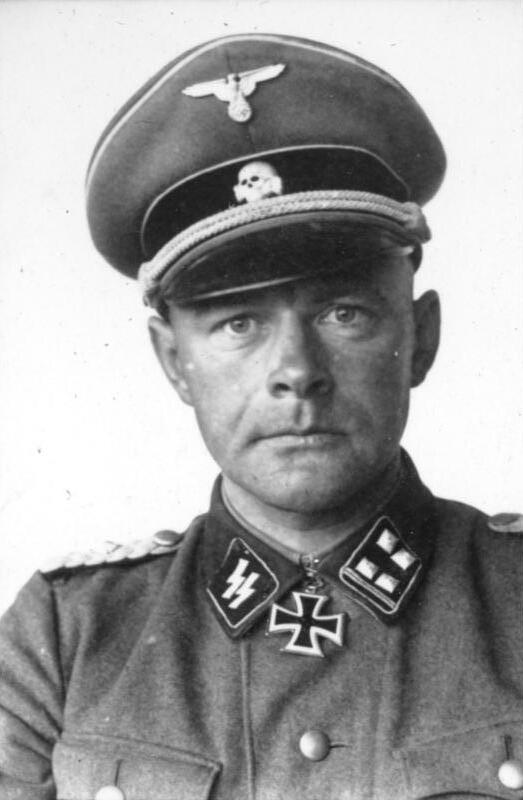
親衛隊中佐時代のヴェルナー・オステンドルフ

ヴェルナー・オステンドルフ（Werner Ostendorff、1903年8月15日-1945年5月1日）は、ナチス・ドイツの武装親衛隊の将軍。最終階級は親衛隊中将及び武装親衛隊中将（SS-Gruppenführer und Generalleutnant der Waffen-SS）。

## 略歴
東プロイセンのケーニヒスベルク出身。1925年にドイツ陸軍の歩兵連隊に入隊。1934年3月1日にはナチス党政権下で極秘裏に再建された空軍へ移籍。さらに1935年10月1日には親衛隊（SS）に入隊（隊員番号257,146）。バイエルン州バート・トェルツ（Bad Tölz）の親衛隊士官学校に配属され、1936年から同校の教官に任じられた。1937年5月1日に国家社会主義ドイツ労働者党（ナチ党）に入党（党員番号4,691,488）。1938年8月にはSS第4連隊「デア・フューラー」の指揮官となる。その後、1939年6月1日に親衛隊少佐に昇進し、対空砲機関銃部隊（Fliegerabwehr-Maxchinengewehr-Abteilung）の指揮官となった。さらにその後、装甲師団「ケンプフ」に配属され、1939年9月のポーランド侵攻に従軍した。
1940年4月にパウル・ハウサー指揮下の第2SS装甲師団「ダス・ライヒ」に配属され、西部戦線に従軍。一級鉄十字章と二級鉄十字章を叙勲した。1940年12月13日に親衛隊中佐に昇進した。その後も「ダス・ライヒ」に属してバルカン戦線 (第二次世界大戦)や独ソ戦を転戦。スモレンスクでの戦闘後、1941年9月に騎士鉄十字章を受章した。1942年3月には親衛隊大佐に昇進。1942年6月にはドイツ十字章金章を受章している。1942年7月にパウル・ハウサーの下にSS装甲軍団が創設されるとパウル・ハウサー軍団長の副官に任じられ、第三次ハリコフ攻防戦に参加した。1943年4月20日、親衛隊上級大佐に昇進。1943年11月から第17SS装甲擲弾兵師団「ゲッツ・フォン・ベルリヒンゲン」に配属され、1944年1月から6月15日にかけて師団長となった。1944年4月20日には親衛隊少将及び武装親衛隊少将に昇進。1944年6月からノルマンディー上陸作戦を迎えうつ作戦に参加したが、激しい負傷をした。1944年11月1日から1945年2月10日にかけて再度「ゲッツ・フォン・ベルリヒンゲン」師団長となる。この間の1944年12月1日、親衛隊中将及び武装親衛隊中将に昇進し、軍集団「ライン」の参謀長ともなった。さらに1945年1月29日から1945年3月9日にかけて第2SS装甲師団「ダス・ライヒ」の師団長となった。
1945年3月9日、ハンガリーのセーケシュフェヘールヴァールで激しく負傷。この時の負傷がもとで5月1日、バート・アウスゼー（Bad Aussee）の軍事病院において死去した。